# Kościół Najświętszego Imienia Maryi w Krakowie
Kościół Najświętszego Imienia Maryi – kościół rzymskokatolicki, księży pijarów, znajdujący się w Krakowie,  w dzielnicy III Prądnik Czerwony przy ul. M. Dzielskiego 1, na Rakowicach.
Teren na którym znajduje się kościół i klasztor oo. pijarów to dawny folwark Zagórskich. Pijarzy kupili w 1910 roku majątek od spadkobierczyni Zagórskich, Honoraty Jachimskiej. Na miejscu dawnej fabryki cykorii wybudowano, w 1911 roku, kaplicę według projektu architekta Jana Sas-Zubrzyckiego. Była to kaplica dla budującego się obok zakładu wychowawczego. W lipcu 1911 poświęcił ją ks. biskup Anatol Nowak, sufragan kardynała Jana Duklana Puzyny. 
W kaplicy odprawiano również nabożeństwa dla mieszkańców Rakowic. 
W czasie II wojny światowej żołnierze niemieccy 8.09.1939 zniszczyli kaplicę i paramenty kościelne.
W latach 1940–1945 odnowiono jej wnętrze według projektu malarza Kazimierza Puchały.
Parafię w Rakowicach erygował, w listopadzie 1948 roku, arcybiskup Adam Stefan Sapieha. Kaplica odgrywała rolę kościoła parafialnego.
Świątynia została przebudowana w 1971 roku, dobudowano nawy boczne, powstał kościół w tymże roku poświęcony przez kardynała Karola Wojtyłę.
W dniu 22 maja 1983 podzielono rakowicką parafię i erygowano Parafię Matki Bożej Ostrobramskiej przy ul. Meissnera. 
Świątynia to niewielki trójnawowy, pseudobazylikowy budynek, z prosto zamkniętym prezbiterium, nakryty dwuspadowym dachem. Prezbiterium jest wyższe od nawy głównej. Fasada jest zwieńczona trójkątnym oszklonym szczytem z wieżą-sygnaturką.
W kościele parafialnym Najświętszego Imienia Maryi znajduje się obraz Matki Bożej Łaskawej. Kościół wyposażono również w 13-głosowe organy o 2 manuałach i pedale. 

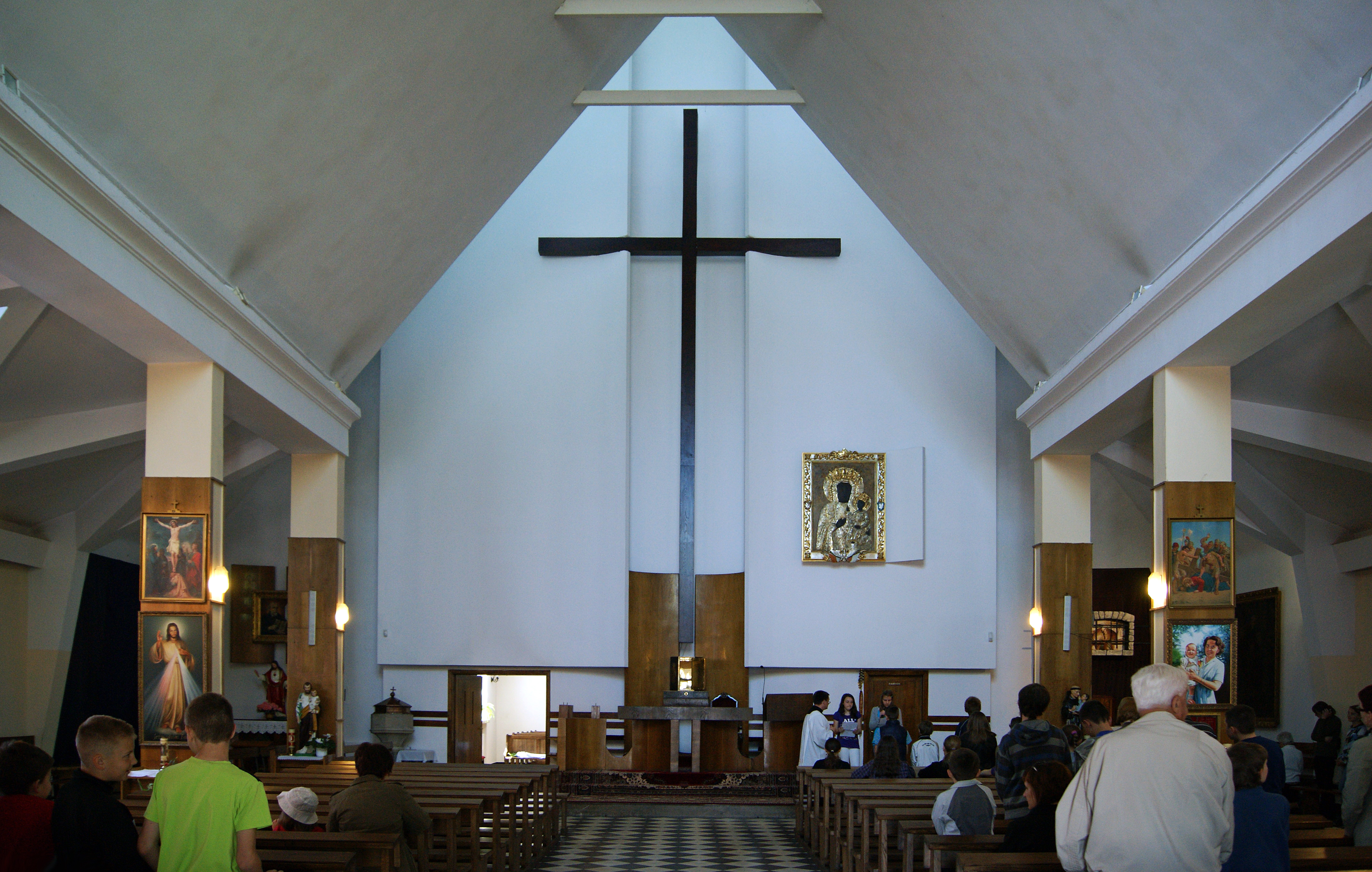
Wnętrze kościoła